# 1908年夏季奧林匹克運動會袋棍球比賽
1908年夏季奥林匹克运动会在英国伦敦舉行，袋棍球是項目之一。該屆奧運會為第四屆現代奧運會，亦是繼上届美國聖路易斯奧運第二次有袋棍球比賽，之後三次作爲表演項目，下次再成爲正式項目將為2028年美國洛杉磯奧運。今屆有兩隊參賽，較上届少一隊。南非原本預定參賽，但最終放棄。

## 獎牌榜
| 名次 | 國家   | 金牌 | 銀牌 | 銅牌 | 合計 |
| 1    | 加拿大 | 1    | 0    | 0    | 1    |
| 2    | 英国   | 0    | 1    | 0    | 1    |

## 獎牌摘要
| 項目     | 金牌   | 銀牌 | 銅牌 |
| 男子比賽 | 加拿大 | 英国 | 無   |

## 各隊選手

### 加拿大
- 帕特里克·布伦南
- 杰克·布罗德里克
- 乔治·坎贝尔
- 格斯·狄龙
- 弗兰克·狄克逊
- 理查德·达克特
- J. Fyon[1]
- 汤米·戈尔曼
- 欧内斯特·汉密尔顿

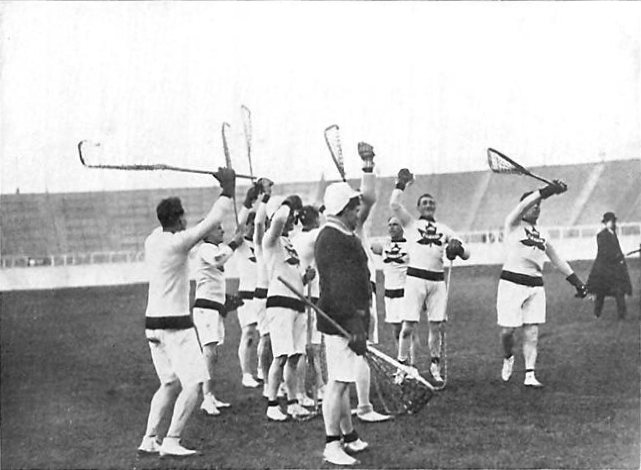
加拿大隊在獲勝後歡呼

- Henry Hoobin（英语：Henry Hoobin）
- Albert Hara[1]
- 克拉伦斯·麦克罗
- David McLeod[1]
- 乔治·伦尼
- 亚历山大·特恩布尔

### 英國
- Gustav Alexander
- J. Alexander[1]
- L. Blockey[1]
- George Buckland（英语：George Buckland）
- Eric Dutton（英语：Eric Dutton）
- V. G. Gilbey[1]
- S. N. Hayes（英语：Sydney Hayes）
- F. S. Johnsin[1]
- Wilfrid Johnson（英语：Wilfrid Johnson）
- Edward Jones（英语：Edward Jones (lacrosse)）
- Reginald Martin（英语：Reginald Martin）
- Gerald Mason（英语：Gerald Mason (lacrosse)）
- G. J. Mason[1]
- Johnson Parker-Smith（英语：Johnson Parker-Smith）
- Hubert Ramsay（英语：Hubert Ramsay）
- Charles Scott（英语：Charles Scott (lacrosse)）
- H. Shorrocks[1]
- Norman Whitley（英语：Norman Whitley）

## 成績
| 決賽     | 決賽 | 決賽 | 決賽 | 決賽 | 決賽   | 決賽       |
| -------- | ---- | ---- | ---- | ---- | ------ | ---------- |
| 10月24日 | 英國 | 10   | -    | 14   | 加拿大 | 白城體育場 |
|          |      | （1  | -    | 5）  |        |            |
|          |      | （2  | -    | 6）  |        |            |
|          |      | （7  | -    | 9）  |        |            |

#### 得分摘要
- 第1節：（5-1）：加拿大：Brennan（2）, Turnbull, 未知（2）；英國：Buckland
- 第2節：（6-2）：加拿大：未知；英國：Jones
- 第3節：（9-7）：加拿大：Turnbull（2）, 未知；英國：Jones（2）, Buckland（3）
- 第4節：（14-10）：加拿大：Brennan（3）, Gorman（2）；英國：Jones, 未知（2）

## 來源
- Cook, Theodore Andrea. . London: British Olympic Association. 1908.
- De Wael, Herman. . Herman's Full Olympians. 2001  [4 May 2006]. （原始内容存档于2011-06-04）.